# Nekrásovski (Krasnodar)
Nekrásovski (del ruso: Некрасовский) es un jútor del raión de Krymsk del krai de Krasnodar, en Rusia. Está situado en la orilla derecha del Adagum, de la cuenca del Kubán, 16 km al noroeste de Krymsk y 87 km al oeste de Krasnodar. Tenía 39 habitantes en 2010
Pertenece al municipio Kíyevskoye.